# Liste des maires de Mehun-sur-Yèvre
Cet article dresse une liste par ordre de mandat des maires de Mehun-sur-Yèvre.

## Liste des maires
| Période                                  | Période  | Identité           | Étiquette        | Qualité                                                           |
| ---------------------------------------- | -------- | ------------------ | ---------------- | ----------------------------------------------------------------- |
| Les données manquantes sont à compléter. |          |                    |                  |                                                                   |
| 1878                                     | 1886     | Auguste Boulard    | Républicain      | Avocat, juge de paix Conseiller général de Mehun-sur-Yèvre Député |
| 1886                                     | 1900     | Camille Méraut     | Républicain      | Médecin Conseiller général de Mehun-sur-Yèvre                     |
| 1900                                     | 1908     | Alexandre Girault  |                  |                                                                   |
| 1908                                     | 1912     | Silvain Hemeret    |                  |                                                                   |
| 1912                                     | 1919     | Georges Lamarre    | RG               | Conseiller général de Mehun-sur-Yèvre                             |
| 1919                                     | 1935     | Étienne Rousseau   | PRS puis Radical | Conseiller général de Mehun-sur-Yèvre                             |
| 1935                                     | 1941     | Louis Pichon       | Radical          | Charcutier Conseiller général de Mehun-sur-Yèvre                  |
| 1941                                     | 1944     | Georges Blot       |                  |                                                                   |
| 1944                                     | 1947     | Eugène Marchand    |                  |                                                                   |
| 1947                                     | 1955     | Georges Blot       |                  |                                                                   |
| 1955                                     | 1956     | Georges Quilleriet |                  |                                                                   |
| 1956                                     | 1959     | Robert Marchand    |                  |                                                                   |
| 1959                                     | 1965     | Pierre Arnoux      |                  |                                                                   |
| 1965                                     | 1995     | Jean Manceau       | DVD              | Conseiller général de Mehun-sur-Yèvre                             |
| 1998                                     | 2014     | François Pillet,   | DVD puis UMP     | Avocat honoraire Conseiller général de Mehun-sur-Yèvre Sénateur   |
| 2014,                                    | en cours | Jean-Louis Salak,  | LR               | Employé 5e adjoint au maire Président de la CC Cœur de Berry      |